# Francesca Di Lorenzo
Francesca Di Lorenzo (Pittsburgh, 22 luglio 1997) è una tennista statunitense.

## Biografia
Italoamericana di Pittsburgh, è figlia di una coppia originaria di Salerno: il padre Carlo è medico pediatra, mentre la madre Daniela insegna italiano. Ha tre fratelli. Da piccola ha praticato sia il tennis sia il calcio. Parla fluentemente inglese e italiano.
Mancina, è allenata da Ann Grossman e Ty Tucker. Nel 2017 è diventata tennista professionista. Nel settembre 2018 ha disputato gli US Open, dove è uscita al secondo turno.

## Statistiche ITF

### Singolare

#### Vittorie (4)
| Torneo $100.000 (0) |
| Torneo $80.000 (0)  |
| Torneo $75.000 (0)  |
| Torneo $60.000 (1)  |
| Torneo $50.000 (0)  |
| Torneo $40.000 (0)  |
| Torneo $25.000 (2)  |
| Torneo $15.000 (0)  |
| Torneo $10.000 (1)  |

| N. | Data            | Torneo                                              | Superficie  | Avversaria in finale | Punteggio        |
| 1. | 2 agosto 2015   | ITF Women's Circuit Austin, Austin                  | Cemento     | Lauren Herring       | 4–6, 7–6(2), 6–2 |
| 2. | 17 luglio 2016  | Winnipeg Challenger, Winnipeg                       | Cemento     | Erin Routliffe       | 6–4, 6–1         |
| 3. | 28 gennaio 2018 | Saddlebrook USTA Pro Circuit Women's, Wesley Chapel | Terra verde | Whitney Osuigwe      | 6–2, 1-6, 6-4    |
| 4. | 3 novembre 2019 | Tevlin Women's Challenger, Toronto                  | Cemento (i) | Kirsten Flipkens     | 7-6(3), 6-4      |

#### Sconfitte (2)
| Torneo $100.000 (0) |
| Torneo $80.000 (0)  |
| Torneo $75.000 (0)  |
| Torneo $60.000 (0)  |
| Torneo $50.000 (0)  |
| Torneo $40.000 (0)  |
| Torneo $25.000 (2)  |
| Torneo $15.000 (0)  |
| Torneo $10.000 (0)  |

| N. | Data           | Torneo                                                     | Superficie | Avversaria in finale | Punteggio   |
| 1. | 18 giugno 2017 | Sumter Tennis Open Challenger, Sumter                      | Cemento    | Ashley Lahey         | 3-6, 6(4)-7 |
| 2. | 25 giugno 2017 | Southern Lifestyle Development Tennis Classic, Baton Rouge | Cemento    | Nicole Gibbs         | 3-6, 3-6    |

### Doppio

#### Vittorie (4)
| Torneo $100.000 (0) |
| Torneo $80.000 (0)  |
| Torneo $75.000 (0)  |
| Torneo $60.000 (3)  |
| Torneo $50.000 (0)  |
| Torneo $40.000 (0)  |
| Torneo $25.000 (1)  |
| Torneo $15.000 (0)  |
| Torneo $10.000 (0)  |

| N. | Data            | Torneo                                                                          | Superficie  | Compagna        | Avversarie in finale                               | Punteggio        |
| 1. | 17 luglio 2016  | Winnipeg Challenger, Winnipeg                                                   | Cemento     | Ronit Yurovsky  | Marie-Alexandre Leduc Charlotte Robillard-Millette | 1–6, 7–5, [10–6] |
| 2. | 18 maggio 2018  | Open International Féminin Midi-Pyrénées Saint-Gaudens Comminges, Saint-Gaudens | Terra rossa | Naiktha Bains   | Manon Arcangioli Sherazad Reix                     | 6–4, 1–6, [11–9] |
| 3. | 21 gennaio 2023 | Vero Beach International, Vero Beach                                            | Terra verde | Makenna Jones   | Quinn Gleason Elixane Lechemia                     | 4-6, 6-3, [10-3] |
| 4. | 4 marzo 2023    | Arcadia Women's Pro Open, Arcadia                                               | Cemento     | Christina Rosca | Rina Saigo Yukina Saigo                            | 6-1, 6-1         |

#### Sconfitte (6)
| Torneo $100.000 (0) |
| Torneo $80.000 (1)  |
| Torneo $75.000 (0)  |
| Torneo $60.000 (2)  |
| Torneo $50.000 (0)  |
| Torneo $40.000 (0)  |
| Torneo $25.000 (3)  |
| Torneo $15.000 (0)  |
| Torneo $10.000 (0)  |

| N. | Data             | Torneo                                                     | Superficie  | Compagna       | Avversarie in finale            | Punteggio |
| 1. | 24 giugno 2017   | Southern Lifestyle Development Tennis Classic, Baton Rouge | Cemento     | Julia Elaba    | Ellen Perez Luisa Stefani       | 3-6, 4-6  |
| 2. | 29 ottobre 2017  | National Bank Challenger Saguenay, Saguenay                | Cemento (i) | Erin Routliffe | Bianca Andreescu Carol Zhao     | w/o       |
| 3. | 24 febbraio 2019 | Del Mar Financial Partners Inc. Open, Rancho Santa Fe      | Cemento     | Caty McNally   | Hayley Carter Ena Shibahara     | 5-7, 2-6  |
| 4. | 20 luglio 2019   | Berkeley Tennis Club Challenge, Berkeley                   | Cemento     | Katie Swan     | Madison Brengle Sachia Vickery  | 3-6, 5-7  |
| 5. | 24 ottobre 2020  | ButlerCars.com Tennis Classic, Macon                       | Cemento     | Jamie Loeb     | Magdalena Fręch Katarzyna Kawa  | 5-7, 1-6  |
| 6. | 11 marzo 2023    | Women's Boca Raton, Boca Raton                             | Terra verde | Makenna Jones  | Hailey Baptiste Whitney Osuigwe | 2-6, 2-6  |